# فاتن الجابري
فاتن الجابري، قاصة وروائية عراقية من مواليد بغداد الكاظمية ومقيمة في ألمانيا. عملت منذ 1987 محررة في مجلة فنون «في بغداد» ثم في مجلة الف باء وجريدة العرب اللندنية و تكتب في الصحافة العراقية والعربية وهي عضو في نقابة الصحفين العراقيين وعضو اتحاد الصحفين العرب وعضو اتحاد الأدباء والكتاب عراقيين وعضو في مؤسسة ميزوبوتاميا الثقافية في ألمانيا (المركز الثقافي العراقي الألماني).
نشرت العديد من المقالات والتحقيقات الصحفية والقصص في الصحف والمواقع الإلكترونية. صدر لها مجموعة قصصية بعنوان سرير البنفسج ورواية بعنوان بيتهوفن يعزف للغرباء.

### المؤلفات:
- بتهوفن يعزف للغرباء: رواية فاتن الأولى، وهي عبارة عن صرخة لمناشدة الضمير الإنساني. تتحدث الرواية عن أوضاع اللاجئين العراقيين وأوضاعهم في العالم والعقبات التي تواجههم أصدرت في عام 2011[2] مع دار دار الشؤون الثقافية من وزارة الثقافة في العراق[3]
- نون النسوة "مفالات في قضايا المرأة": كتاب نقدي، طبع في مطبعة الجواهري من قبل وزارة الثقافة في العراق، 2014
- سرير البنفسج: مجموعة قصصية، طبعت في دار كلمة في مصر عام 2010 [1]
- على جناح عنقاء: هذه المجموعة القصصية الخامسة للكاتبة فاتن، صدرت عن دار أمل السورية في عام 2015. قام برسم لوحة الغلاف الفنانة التشكيلية رؤيا رؤوف.[4]
- خارج الوطن.. داخل الحلم: كتاب نقدي، أصدر عام 2012 عن دار تموز للطباعة والنشر والتوزيع، هو عبارة عن دراسة عن الأدب النسوي المغترب حيث تناولت فيه قصص وقضايا روائيات وشاعرات عراقيات مغتربات.